# Stazione di Kashima (Osaka)
La stazione di Kashima (加島駅?, Kashima-eki) è una stazione ferroviaria sotterranea della linea JR Tōzai di Ōsaka in Giappone.

## Linee

### Treni
- JR West
  - ■ Linea JR Tōzai